# Waldbaum's Hamlet Cup 1999
Il Waldbaum's Hamlet Cup 1999  è stato un torneo di tennis giocato sul cemento. È stata la 19ª edizione del torneo, che fa parte della categoria International Series nell'ambito dell'ATP Tour 1999. Il torneo si è giocato a Long Island negli USA, dal 23 al 29 agosto 1999.

## Campioni

### Singolare maschile
Magnus Norman ha battuto in finale  Àlex Corretja con il punteggio di 7–6(4), 4–6, 6–3

### Doppio maschile
Olivier Delaître /  Fabrice Santoro hanno battuto in finale  Jan-Michael Gambill /  Scott Humphries con il punteggio di 7–5, 6–4